# 拉胡尔·玻色
拉胡尔·玻色（Rahul Bose，1967年7月27日—），是印度电影演员、导演、編劇家、社会活动家和橄榄球运动员，曾參與演出多部孟加拉語電影及印地語電影。